# Angödrommens naturreservat
Angödrommens naturreservat är ett naturreservat i norra Värmdö kommun i Stockholms län.
Området är naturskyddat sedan 1957 och är 4,8 hektar stort. Reservatet omfattar ön Angödrommen i Stockholms skärgård. Ön/reservatets består av  klapperstensfält och enstaka lövträd, klibbal och granar.